# Hans Hartwig von Beseler

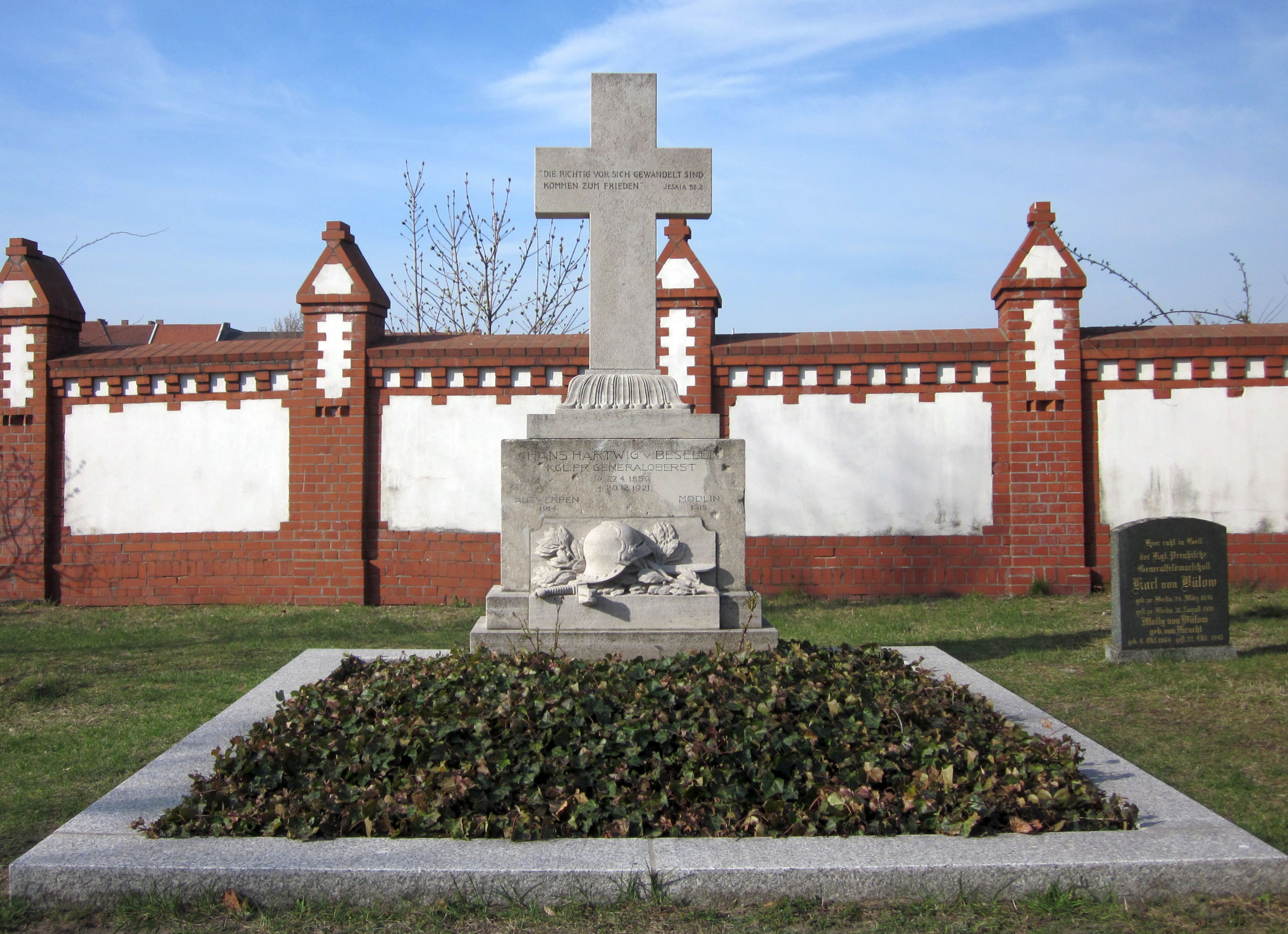
Grób gen. von Beselera na Cmentarzu Inwalidów w Berlinie (2011)

Hans Hartwig von Beseler (ur. 27 kwietnia 1850 w Greifswaldzie, zm. 20 grudnia 1921 w Neu-Babelsberg) – niemiecki wojskowy, generał pułkownik, generał-gubernator warszawski, naczelny dowódca Polskiej Siły Zbrojnej.

## Życiorys
Urodził się w rodzinie profesora uniwersyteckiego. Wstąpił do armii pruskiej w 1868, walczył w wojnie francusko-pruskiej w latach 1870–1871. W latach 1900–1907 szef wojsk inżynieryjnych i komendant twierdz. W 1910 roku przeszedł na wojskową emeryturę. W tym samym roku otrzymał tytuł szlachecki od cesarza Wilhelma II Hohenzollerna. 
Po wybuchu I wojny światowej został przywrócony do służby i mianowany na dowódcę trzeciego korpusu rezerwowego Armii Cesarstwa Niemieckiego. Kierował działaniami bojowymi, których wynikiem było zdobycie twierdz w Antwerpii i Modlinie. 
Od sierpnia 1915 na stanowisku generalnego gubernatora Generalnego Gubernatorstwa Warszawskiego, części terytorium Królestwa Polskiego okupowanej przez wojska niemieckie. We wrześniu tego samego roku jego imieniem nazwano drewniany most zbudowany na palach przez Niemców obok uszkodzonego przez wycofujące się wojska rosyjskie mostu Kierbedzia. Jesienią tego samego roku ustanowił w Warszawie polskojęzyczne uczelnie – Uniwersytet Warszawski i Politechnikę Warszawską. Był rzeczywistym inicjatorem i twórcą podwalin polskiej państwowości i wojskowości według aktu 5 listopada, na którego wydanie miał główny wpływ. 
8 kwietnia 1916 podpisał rozporządzenie o przyłączeniu (z dniem 1 kwietnia 1916) do Warszawy 82,1 km² terenów na przedmieściach, przez co powierzchnia miasta wzrosła ponad trzykrotnie.
Od 10 kwietnia 1917 był Naczelnym Dowódcą Polskiej Siły Zbrojnej (tytuł formalny: „Naczelny Dowódca Wojsk Polskich”). 18 października 1918 uznał zwierzchność Rady Regencyjnej nad Wojskiem Polskim, a 24 października złożył na jej ręce urząd naczelnego dowódcy. 12 listopada tegoż roku w przebraniu opuścił Warszawę, w której trwało rozbrajanie jego zrewolucjonizowanych żołnierzy, i powrócił do Niemiec. Tam stał się obiektem ataków konserwatystów i nacjonalistów, którzy zarzucali mu zbytnią pobłażliwość względem Polaków. 
Został pochowany na cmentarzu Inwalidów w Berlinie.

## Odznaczenia
- Pour le Mérite z liśćmi dębu (Prusy)[6].
- Order Orła Czerwonego II klasy z liśćmi dębu (Prusy)[7]
- Order Orła Czerwonego III klasy ze wstęgą i koroną (Prusy)[7]
- Order Królewski Korony II klasy z gwiazdą (Prusy)[7]
- Krzyż Żelazny II klasy (Prusy)[7]
- Komandor Orderu Zasługi Wojskowej (Bawaria)[7]
- Kawaler II klasy Orderu Henryka Lwa (Brunszwik)[7]
- Komanndor II klasy Orderu Alberta (Saksonia)[7]
- Komandor II klasy Orderu Fryderyka (Wirtembergia)[7]
- Złote Promienie z Rozetą Orderu Wschodzącego Słońca (Japonia)[7]
- Komandor Orderu Świętych Maurycego i Łazarza (Włochy)[7]
- Kawaler Orderu Korony Żelaznej II klasy (Austro-Węgry)[7]
- Krzyż Wielki Orderu Franciszka Józefa (Austro-Węgry)[7]
- Wielki Oficer Orderu Lwa i Słońca (Persja)[7]